# Gorka Elustondo
Gorka Elustondo Urkola (* 18. března 1987, Aitzgorri, Gipuzkoa, Baskické autonomní společenství, Španělsko) je španělský fotbalový záložník baskického původu, momentálně hraje v klubu Real Sociedad.

## Klubová kariéra
Odchovanec baskického klubu Real Sociedad, kde mimo mládežnických týmů hrál i za rezervu. V A-týmu debutoval 20. prosince 2006 proti klubu Celta de Vigo (remíza 0:0).

## Reprezentační kariéra
Hrál za španělské mládežnické reprezentace U19 a U20.

S týmem do 19 let vyhrál Mistrovství Evropy hráčů do 19 let 2006 v Polsku, kde mladí Španělé porazili ve finále Skotsko 2:1.
S reprezentací do 20 let odehrál jeden zápas na Mistrovství světa hráčů do 20 let 2007 v Kanadě (v základní skupině B proti Jordánsku – výhra 4:2).